# Мадс Альбек
Мадс Альбек (дан. Mads Albæk, нар. 14 лютого 1990, Роскілле) — данський футболіст, півзахисник клубу «Сеннер'юск».
Виступав, зокрема, за клуби «Мідтьюлланд» та «Кайзерслаутерн», а також національну збірну Данії.
Володар Кубка Данії.

## Клубна кар'єра
Народився 14 лютого 1990 року в місті Роскілле. Вихованець юнацьких команд футбольних клубів «Герфельге» та «Мідтьюлланд».
У дорослому футболі дебютував 2008 року виступами за команду «Мідтьюлланд», у якій провів п'ять сезонів, взявши участь у 140 матчах чемпіонату. Більшість часу, проведеного у складі «Мідтьюлланда», був основним гравцем команди.
Згодом з 2013 по 2017 рік грав у складі команд «Реймс» та «Гетеборг».
Своєю грою за останню команду привернув увагу представників тренерського штабу клубу «Кайзерслаутерн», до складу якого приєднався 2017 року. Відіграв за кайзерслаутернський клуб наступні два сезони своєї ігрової кар'єри.
До складу клубу «Сеннер'юск» приєднався 2019 року. Станом на 10 січня 2023 року відіграв за команду з Гадерслева 97 матчів в національному чемпіонаті.

## Виступи за збірні
У 2006 році дебютував у складі юнацької збірної Данії (U-16), загалом на юнацькому рівні взяв участь у 24 іграх, відзначившись 3 забитими голами.
Протягом 2009–2012 років залучався до складу молодіжної збірної Данії. На молодіжному рівні зіграв у 19 офіційних матчах, забив 2 голи.
У 2012 році дебютував в офіційних матчах у складі національної збірної Данії.

## Титули і досягнення
- Володар Кубка Данії (1):

«Сеннер'юск»: 2019-2020